# Nosowo (powiat stargardzki)
Nosowo – wieś w Polsce położona w województwie zachodniopomorskim, w powiecie stargardzkim, w gminie Suchań, położona jest na południowy wschód od Suchania (siedziby gminy) i na południowy wschód od Stargardu (siedziby powiatu).
W latach 1945–1954 istniała gmina Nosowo. W latach 1975–1998 miejscowość administracyjnie należała do województwa szczecińskiego.
Zobacz też: Nosów